# Cinesite
A Cinesite Studios (também conhecida como Cinesite VFX ou simplesmente Cinesite) é uma empresa multinacional independente que fornece serviços para as indústrias de mídia e entretenimento. Sua sede em Londres foi inaugurada em 1994, inicialmente oferecendo serviços de efeitos visuais para cinema e televisão, expandindo-se posteriormente para incluir filmes de animação.
Divisões da Cinesite e suas empresas parceiras, como Image Engine, Trixter, L'Atelier Animation, Squeeze e Assemblage Entertainment operam em Londres, Berlim, Munique, Escópia, Belgrado, Montreal, Quebec, Vancouver e Bombaim com mais de 2.500 funcionários.

## História

### Fundação
A Cinesite abriu suas portas em Los Angeles em 1991 para ajudar na restauração digital de Branca de Neve e os Sete Anões. A restauração foi lançada em 1993, e a Cinesite abriu uma divisão em Londres em 1994. Lá, originalmente funcionava como uma agência de serviços para o sistema de filme digital Cineon da Kodak. Ambos os locais evoluíram posteriormente para se tornar instalações de efeitos visuais de serviço completo. Em 2003, a Kodak fundiu o escritório Cinesite Hollywood com a LaserPacific.
Em maio de 2012, a Kodak vendeu a Cinesite para um investidor privado baseado no Reino Unido. A propriedade atual é uma combinação de sua equipe de gerenciamento existente apoiada por investimento privado.

#### Crescimento internacional
Depois que a Cinesite se tornou independente da Kodak em 2012, iniciou um período sustentado de crescimento internacional.
Em janeiro de 2014, com o apoio da Investissement Québec, a Cinesite anunciou a abertura de estúdios de 2.000 m² em Montreal e uma divisão de animação naquele local. Sua meta inicial de emprego foi alcançada 18 meses antes, em agosto de 2015.
Em julho de 2015, a Cinesite anunciou a aquisição da instalação de efeitos visuais Image Engine, com sede em Vancouver, que ganhou prêmios Emmy por seus trabalhos em O Livro de Boba Fett e Game of Thrones e também recebeu uma indicação ao Oscar por Distrito 9 em 2010.
Em março de 2017, adquiriu o estúdio de animação Nitrogen Studios, com sede em Vancouver, e em agosto de 2018 o estúdio alemão de efeitos visuais Trixter.
Em 2022, a empresa anunciou uma série de novas aquisições, começando com L'Atelier Animation em julho, Squeeze Animation Studios no início de agosto, o estúdio de efeitos visuais FX3X no final daquele mês e em novembro, a Assemblage Entertainment em Bombaim.

#### Efeitos visuais
Produções notáveis em que o estúdio criou efeitos visuais incluem Matilda: O Musical (2022), Pantera Negra: Wakanda Para Sempre (2022), 007 - Sem Tempo para Morrer (2021) e Vingadores: Ultimato (2019). A Cinesite trabalhou em todos os oito filmes da franquia Harry Potter, além de Animais Fantásticos e Onde Habitam e nove filmes da franquia James Bond.
O trabalho da Cinesite para televisão inclui Cavaleiro da Lua, A Roda do Tempo e o indicado ao Emmy, The Man Who Fell to Earth. Ganhou um prêmio BAFTA em 2022 pela segunda temporada de The Witcher, bem como prêmios Emmy por Generation Kill e Roma.

#### Animação
Em 8 de fevereiro de 2016, a Cinesite anunciou o lançamento de uma divisão dedicada à animação em seus estúdios de Montreal. Desde então, trabalhou com parceiros de produção para concluir Charming (2018), Duda e os Gnomos (2018), Trouble (2019) e Fearless (2020) para a 3QU Media, A Estrela de Belém (2017) para a Sony Pictures Animation e Extinct (2021) para os irmãos Huayi.
Além de fornecer serviços de produção para outros estúdios, a Cinesite produz seus próprios filmes de animação por meio da Aniventure. A Cinesite colaborou com a River Productions para produzir Riverdance: The Animated Adventure (2021), uma versão animada do show teatral irlandês de mesmo nome. Em seguida, assumiu a produção do longa-metragem O Lendário Cão Guerreiro (2022). Eles concluíram recentemente Hitpig, uma adaptação do livro Pete & Pickles, de Berkeley Breathed, e tem em desenvolvimento uma adaptação de Animal Farm, dirigida por Andy Serkis.
A empresa de animação Nitrogen Studios, com sede em Vancouver, foi rebatizada como Cinesite logo após sua aquisição pelo grupo em março de 2017. Desde então, trabalhou em A Família Addams (2019) e sua sequência. Em 2022, a Cinesite adquiriu a L'Atelier Animation, com sede em Montreal, e no final do ano, adquiriu participações majoritárias no Squeeze Studio e na Assemblage Entertainment.

## Créditos
| Ano  | Título                                            | Estúdio(s)                                                                                    | Nota(s)        |
| ---- | ------------------------------------------------- | --------------------------------------------------------------------------------------------- | -------------- |
| 1996 | Space Jam: O Jogo do Século                       | Warner Bros.                                                                                  |                |
| 2001 | Irmãos de Guerra                                  | HBO                                                                                           | Minissérie     |
| 2001 | Harry Potter e a Pedra Filosofal                  | Warner Bros.                                                                                  |                |
| 2002 | Harry Potter e a Câmara Secreta                   | Warner Bros.                                                                                  |                |
| 2004 | Harry Potter e o Prisioneiro de Azkaban           | Warner Bros.                                                                                  |                |
| 2004 | Rei Arthur                                        | Buena Vista Pictures (pela Touchstone Pictures)                                               |                |
| 2004 | Troia                                             | Warner Bros.                                                                                  |                |
| 2005 | Roma                                              | HBO                                                                                           |                |
| 2005 | A Fantástica Fábrica de Chocolate                 | Warner Bros. / Village Roadshow Pictures                                                      |                |
| 2005 | Harry Potter e o Cálice de Fogo                   | Warner Bros.                                                                                  |                |
| 2005 | O Guia do Mochileiro das Galáxias                 | Buena Vista Pictures (pela Touchstone Pictures)                                               |                |
| 2005 | V de Vingança                                     | Warner Bros.                                                                                  |                |
| 2007 | A Bússola de Ouro                                 | New Line Cinema                                                                               |                |
| 2007 | Harry Potter e a Ordem da Fênix                   | Warner Bros.                                                                                  |                |
| 2007 | Vira-Lata                                         | Buena Vista Pictures (pela Walt Disney Pictures)                                              |                |
| 2008 | Generation Kill                                   | HBO                                                                                           | Minissérie     |
| 2009 | Harry Potter e o Enigma do Príncipe               | Warner Bros.                                                                                  |                |
| 2009 | Lunar                                             | Sony Pictures Classics / Stage 6 Films                                                        |                |
| 2010 | Fúria de Titãs                                    | Warner Bros. / Legendary Pictures                                                             |                |
| 2010 | Harry Potter e as Relíquias da Morte – Parte 1    | Warner Bros.                                                                                  |                |
| 2010 | Príncipe da Pérsia: As Areias do Tempo            | Walt Disney Studios Motion Pictures (pela Walt Disney Pictures)                               |                |
| 2011 | Battle: Los Angeles                               | The Asylum                                                                                    |                |
| 2011 | Harry Potter e as Relíquias da Morte – Parte 2    | Warner Bros.                                                                                  |                |
| 2011 | Piratas do Caribe: Navegando em Águas Misteriosas | Walt Disney Studios Motion Pictures (pela Walt Disney Pictures)                               |                |
| 2012 | John Carter: Entre Dois Mundos                    | Walt Disney Studios Motion Pictures (pela Walt Disney Pictures)                               |                |
| 2012 | 007 - Operação Skyfall                            | Metro-Goldwyn-Mayer / Columbia Pictures                                                       |                |
| 2013 | Beans                                             | Aniventure                                                                                    | Curta-metragem |
| 2013 | Homem de Ferro 3                                  | Walt Disney Studios Motion Pictures (pela Marvel Studios) / Paramount Pictures                |                |
| 2013 | Guerra Mundial Z                                  | Paramount Pictures                                                                            |                |
| 2014 | 300: A Ascensão do Império                        | Warner Bros. / Legendary Pictures                                                             |                |
| 2014 | No Limite do Amanhã                               | Warner Bros. / Village Roadshow Pictures                                                      |                |
| 2014 | Hercules                                          | Paramount Pictures / Metro-Goldwyn-Mayer                                                      |                |
| 2014 | No Olho do Tornado                                | Warner Bros. / New Line Cinema / Village Roadshow Pictures                                    |                |
| 2015 | O Último Caçador de Bruxas                        | Summit Entertainment / Lionsgate                                                              |                |
| 2015 | Contágio - Epidemia Mortal                        | Lionsgate / Roadside Attractions / Grindstone Entertainment                                   |                |
| 2015 | O Agente da U.N.C.L.E.                            | Warner Bros.                                                                                  |                |
| 2015 | O Regresso                                        | 20th Century Fox / Regency Enterprises                                                        |                |
| 2015 | Terremoto: A Falha de San Andreas                 | Warner Bros. / New Line Cinema / Village Roadshow Pictures                                    |                |
| 2015 | 007 - Contra Spectre                              | Metro-Goldwyn-Mayer / Columbia Pictures                                                       |                |
| 2016 | Assassin's Creed                                  | 20th Century Fox / Regency Enterprises                                                        |                |
| 2016 | Animais Fantásticos e Onde Habitam                | Warner Bros.                                                                                  |                |
| 2016 | Independence Day: O Ressurgimento                 | 20th Century Fox                                                                              |                |
| 2016 | Truque de Mestre 2                                | Summit Entertainment / Lionsgate                                                              |                |
| 2017 | Deuses Americanos                                 | Starz                                                                                         |                |
| 2017 | Duda e os Gnomos                                  | Vanguard Animation                                                                            |                |
| 2017 | A Estrela de Belém                                | Sony Pictures Animation                                                                       |                |
| 2018 | Perdidos no Espaço                                | Netflix                                                                                       |                |
| 2018 | Vingadores: Guerra Infinita                       | Walt Disney Studios Motion Pictures (pela Marvel Studios)                                     |                |
| 2018 | O Passageiro                                      | StudioCanal / Lionsgate                                                                       |                |
| 2018 | O Retorno de Mary Poppins                         | Walt Disney Studios Motion Pictures (pella Walt Disney Pictures)                              |                |
| 2018 | Robin Hood - A Origem                             | Summit Entertainment / Lionsgate                                                              |                |
| 2018 | Charming                                          | Netflix / Vanguard Animation                                                                  |                |
| 2019 | Vingadores: Ultimato                              | Walt Disney Studios Motion Pictures (pela Marvel Studios)                                     |                |
| 2019 | Trouble                                           | Netflix / Vanguard Animation                                                                  |                |
| 2019 | A Família Addams                                  | Metro-Goldwyn-Mayer / Bron                                                                    |                |
| 2019 | The Witcher                                       | Netflix                                                                                       |                |
| 2021 | Viúva Negra                                       | Walt Disney Studios Motion Pictures (pela Marvel Studios)                                     |                |
| 2021 | Space Jam: Um Novo Legado                         |                                                                                               |                |
| 2021 | Respect                                           |                                                                                               |                |
| 2021 | 007 - Sem Tempo para Morrer                       |                                                                                               |                |
| 2021 | A Família Addams 2: Pé na Estrada                 | Metro-Goldwyn-Mayer / Bron                                                                    |                |
| 2021 | Extinct                                           | Netflix / Huayi Brothers / HB Wink Animation                                                  |                |
| 2021 | Homem-Aranha: Sem Volta para Casa                 |                                                                                               |                |
| 2022 | Cyrano                                            |                                                                                               |                |
| 2022 | Thor: Amor e Trovão                               |                                                                                               |                |
| 2022 | O Lendário Cão Guerreiro                          | GFM Animation / HB Wink Animation / Aniventure                                                |                |
| 2022 | RRR                                               |                                                                                               |                |
| 2022 | Pantera Negra: Wakanda Para Sempre                |                                                                                               |                |
| 2022 | Matilda: O Musical                                |                                                                                               |                |
| 2023 | Peter Pan & Wendy                                 |                                                                                               |                |
| 2023 | Aquaman and the Lost Kingdom                      |                                                                                               |                |
| 2023 | As Tartarugas Ninja: Caos Mutante                 | Paramount Animation / Nickelodeon Animation Studio / Nickelodeon Movies / Point Grey Pictures |                |
| 2023 | Iwájú                                             | Walt Disney Animation Studios / Kugali Media                                                  |                |
| 2023 | Hitpig                                            | Aniventure                                                                                    |                |
| 2025 | The Smurfs Movie                                  | Paramount Animation / Nickelodeon Animation Studio / LAFIG Belgium / IMPS                     | [ 26 ]         |